# Buettnererpeton bakeri
Buettnererpeton bakeri ist eine ausgestorbene Art großer Amphibien aus der Ordnung der Temnospondyli, die während der späten Trias vor etwa 230 Millionen Jahren in Nordamerika lebte. Die alligatorgroßen Tiere bewohnten Süßwasserökosysteme und zählen zu den letzten Vertretern der Metoposauridae, einer Familie aquatischer Spitzenprädatorn, die vor dem Aufstieg der Krokodile die Süßgewässer dominierten.

## Taxonomie und Klassifikation
Buettnererpeton bakeri gehört zur Familie der Metoposauridae innerhalb der Unterordnung Stereospondyli. Die taxonomische Geschichte dieser Art ist komplex und von mehreren Revisionen geprägt. Die Art wurde erstmals 1931 als Buettneria bakeri formal beschrieben. Danach wurde sie über Jahrzehnte hinweg verschiedenen Gattungen zugeordnet, darunter Metoposaurus und Koskinonodon. Erst 2022 wurde durch Gee und Kufner ein neues Genus, Buettnererpeton, für diese Art etabliert.

## Beschreibung

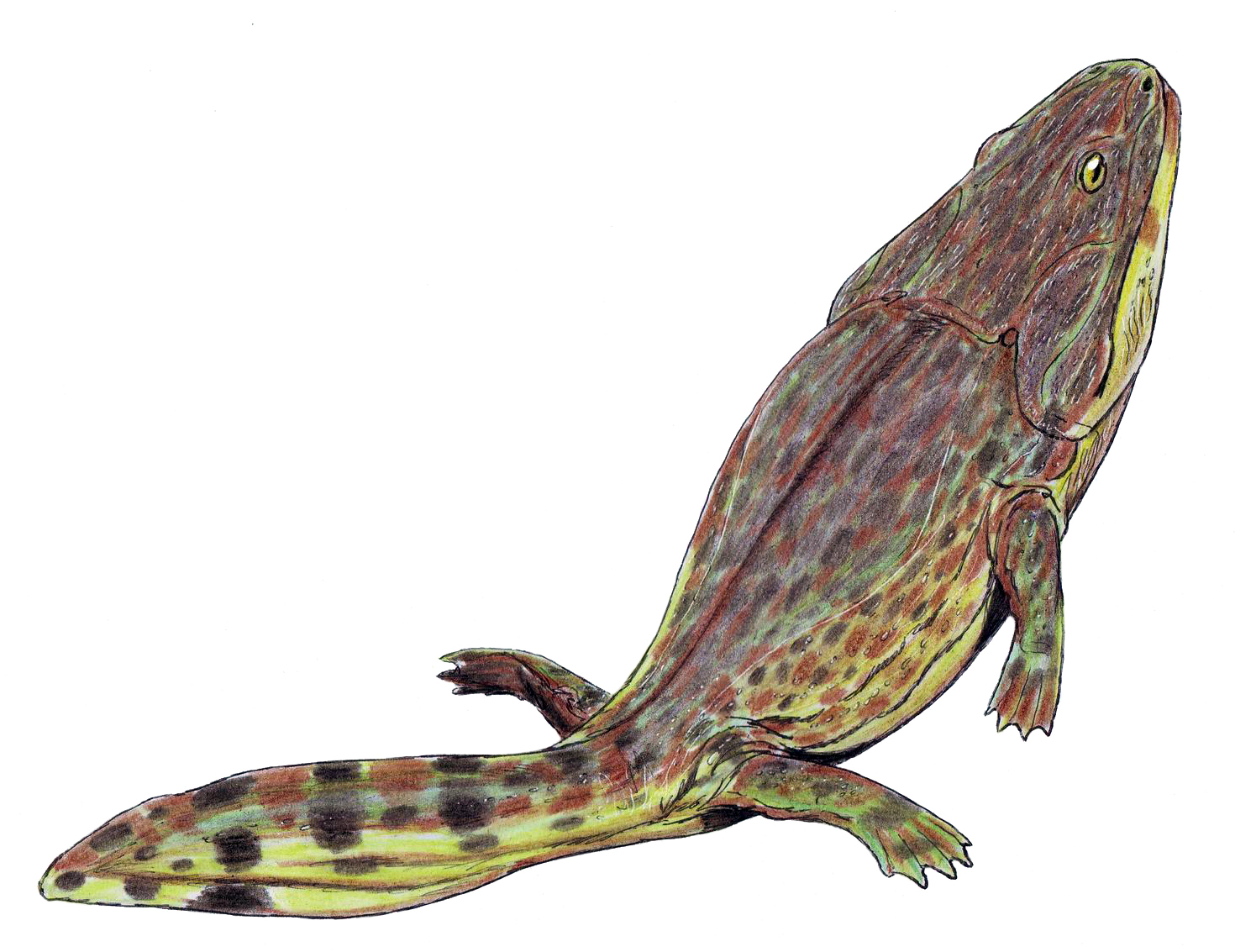
Rekonstruktionszeichnung

Buettnererpeton bakeri war ein großer Temnospondyle, der leicht eine Länge von mehr als einem Meter erreichen konnte. Mit seinem massiven Körperbau und dem abgeflachten Schädel ähnelte er im Aussehen einem modernen Alligator. Als Vertreter der Metoposauriden hatte er vier Gliedmaßen und einen stämmigen Körper.
Die Fossilfunde zeigen, dass diese Tiere über artikulierte Zahnplatten im Maul verfügten, die in Weichgewebe eingebettet waren. Diese Strukturen ermöglichten es ihnen, eine Vielzahl von Beutetieren zu erfassen und festzuhalten.

## Lebensweise und Habitat
Buettnererpeton bakeri lebte in Süßwasserumgebungen wie Teichen, Flüssen und Seen der Triaszeit. Paläontologen gehen davon aus, dass diese Tiere den Großteil oder sogar ihr gesamtes Leben in aquatischen Umgebungen verbrachten. Als opportunistische Raubtiere ernährten sie sich von fast allem, was in ihr Maul passte, darunter andere Amphibien, Fische und kleinere Reptilien.
Diese Metoposauriden gehörten zu den dominanten Raubtieren in den Süßwasserökosystemen Nordamerikas, bevor Krokodile und Dinosaurier diese ökologische Nische übernahmen.

## Fossilienfunde
Buettnererpeton bakeri gilt als die früheste bekannte Metoposauriden-Art in Nordamerika und stammt aus dem Carnium von Texas (Dockum-Gruppe). Die Art kommt ausschließlich in Nordamerika vor. Der Holotyp stammt aus dem Elkins Place Bone Bed in Texas.
Besonders bedeutende Funde wurden an einer Fundstelle namens Nobby Knob im US-Bundesstaat Wyoming gemacht. Hier wurden die Überreste von mindestens 19 Individuen entdeckt, was mehr als die Hälfte aller bekannten B. bakeri-Exemplare darstellt. Die Fossilien aus Wyoming sind außergewöhnlich gut erhalten und umfassen artikulierte Knochen, die an anderen Metoposauriden-Fundorten in Nordamerika selten oder für Buettnererpeton bisher unbekannt waren.

## Massensterben und Aussterben
Die Fossilienfunde in Wyoming deuten auf ein lokales Massensterben hin, bei dem zahlreiche Individuen gleichzeitig starben. Die Paläontologen Dave Lovelace und Aaron Kufner von der University of Wisconsin-Madison vermuten, dass dieses Ereignis möglicherweise durch austrocknende Wasserwege oder Algenblüten verursacht wurde, die das aquatische Ökosystem zerstörten.
Die Temnospondylen als Gruppe erschienen erstmals im frühen Karbon und erreichten eine hohe Diversität, bevor sie im frühen Kreidezeitalter ausstarben. Buettnererpeton und andere Metoposauriden waren während der Trias noch häufig anzutreffen, verschwanden jedoch allmählich, als Krokodile und Dinosaurier die Süßwasserökosysteme zu dominieren begannen.

## Bedeutung für die Paläontologie
Buettnererpeton bakeri ist als älteste bekannte Metoposauriden-Art in Nordamerika von besonderer Bedeutung für das Verständnis der Evolution und Verbreitung dieser Gruppe. Die gut erhaltenen Fossilien aus Wyoming bieten Einblicke in die Anatomie und Lebensweise dieser Tiere sowie in die taphonomischen Prozesse, die zu ihrer Erhaltung führten.
Die taxonomische Revision, die zur Einrichtung der Gattung Buettnererpeton führte, hat auch Auswirkungen auf die biostratigraphische Korrelation, da Metoposaurus, früher als Leitfossil verwendet, nun als in Nordamerika nicht vorkommend betrachtet wird.